# امواج شوک (فیلم)
«امواج شوک» (انگلیسی: Shock Waves (film)) فیلمی در ژانر ترسناک است که در سال ۱۹۷۷ منتشر شد. از بازیگران آن می‌توان به پیتر کوشینگ، بروک آدامز، جان کارادین، و کلارنس توماس اشاره کرد.